# Ich bin vergnügt mit meinem Glücke

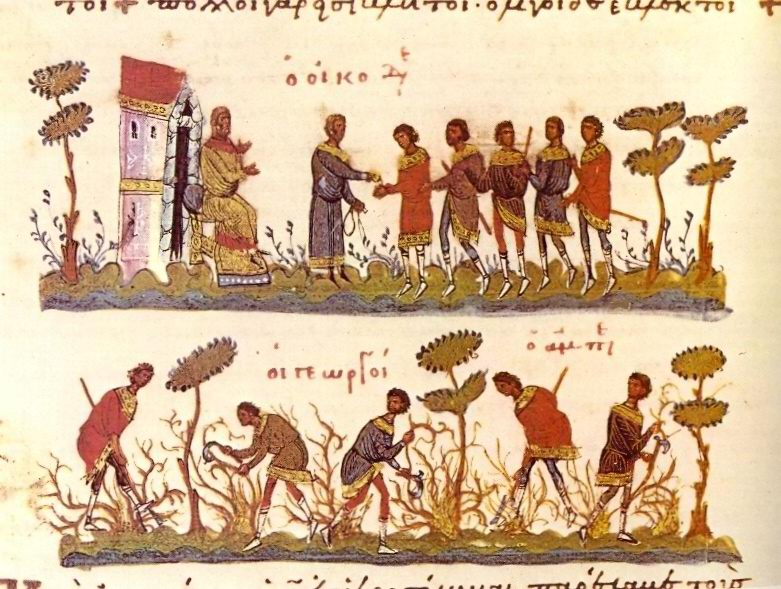
Les ouvriers de la onzième heure, évangéliaire byzantin du XIe siècle.

Ich bin vergnügt mit meinem Glücke (Je suis satisfait de mon bonheur) (BWV 84), est une cantate religieuse de Jean-Sébastien Bach composée à Leipzig en 1727 pour le neuvième dimanche avant Pâques, le 9 février de cette année.

## Histoire et livret
Bach écrit cette cantate solo à Leipzig pour le troisième dimanche avant le mercredi des Cendres, appelé septuagésime. Pour cette destination liturgique, deux autres cantates ont franchi le seuil de la postérité : les BWV 92 et 144. Il s'agit d'une des rares œuvres appelées aujourd'hui « cantate » que Bach lui-même appelle « cantata ». Il a déjà écrit deux cantates pour la même circonstance précédemment, Nimm, was dein ist, und gehe hin, (BWV 144), en 1724 et la cantate chorale Ich hab in Gottes Herz und Sinn, (BWV 92), en 1725. Les lectures prescrites pour ce dimanche sont prises de l'Épître aux Corinthiens, « la course à la victoire » (9 :24–10:5), et de l'Évangile selon Matthieu, la parabole des ouvriers de la onzième heure (20 :1–16).
Comme auparavant, le texte de la cantate est lié à l'Évangile d'une façon assez générale, reprenant l'idée que le Chrétien doit se satisfaire de sa part de bonne fortune sans envier ceux qui semblent plus favorisés. Le titre et le texte montrent des ressemblances avec le « Ich bin vergnügt mit meinem Stande » de Christian Friedrich Henrici Picander (« je suis content de mon état »), publié en 1728. Il n'est pas sûr que les deux textes soient de Picander, ou si Picander a basé le sien sur un autre plus ancien ou si son texte était déjà disponible au moment de la composition mais a été modifié. Comme le remarque Klaus Hofmann, les idées sont dans l'esprit du début des Lumières, « éloge de la frugalité, du  contentement de ce que Dieu nous a donné, de la satisfaction, de l'absence d'envie envers les autres ». Le langage n'est plus le « pathos rhétorique de la poésie baroque », mais « la radicalité et l'art de l'imagerie. Le langage est simple et laconique, il est rationnel plutôt que figuratif ».
Le choral de clôture reprend la douzième strophe du « Wer weiß, wie nahe mir mein Ende » par Émilie-Julienne de Schwarzbourg-Rudolstadt (1686). Bach a déjà utilisé cette première strophe dans les cantates Wo gehest du hin? (BWV 166) (1724) et Wer weiß, wie nahe mir mein Ende? (BWV 27) (1726). Il dirige la cantate pour la première fois le 9 février 1727.

## Structure et instrumentation
La cantate est écrite pour hautbois, deux violons, alto, basse continue, une soprano et chœur à quatre voix.
Il y a cinq mouvements :
1. aria (soprano) : Ich bin vergnügt mit meinem Glücke
2. récitatif (soprano) : Gott ist mir ja nichts schuldig
3. aria (soprano) : Ich esse mit Freuden mein weniges Brot
4. récitatif (soprano) : Im Schweiße meines Angesichts
5. chœur : Ich leb indes in dir vergnüget

## Musique
Les mouvements déploient une instrumentation et un caractère différent les uns des autres pour assurer une diversité, bien qu'une seule voix se fasse entendre. La première aria est lente et pensive, accompagnée par tous les instruments, comme une réminiscence du mouvement lent d'un concerto pour hautbois. Le premier récitatif est secco tandis que l'autre est accompagné des voix. La deuxième aria est dansante et accompagnée par deux parties obbligato, le hautbois et le violon. Ils expriment par une figuration animée du violon et une version légèrement simplifiée du hautbois le texte « ein fröhlicher Geist, ein dankbares Herze, das lobet und preist » (un esprit joyeux, un cœur reconnaissant qui chante la louange). Hofmann observe que l'aria dépeint une « idylle pastorale avec une scène musicale champêtre - comme un hommage à l'utopie des Lumières d'une vie simple et heureuse ». La figuration du violon suggère le bourdonnement d'une cornemuse ou d'une vielle à roue. La voix monte en sauts de sixtes, « de façon folklorique » et communiquant un tranquille contentement.
Le choral est une disposition en quatre parties du psaume « Wer nur den lieben Gott lässt walten » publié par Georg Neumark dans son « Fortgepflantzter Musikalisch-Poetischer Lustwald  » à Iéna en 1657. L'origine du texte et de la musique se retrouve à Kiel en 1641.